# 圆筒原盒螺
圆筒原盒螺（学名：Eocylichna braunsi）为盒螺科原盒螺属的动物。分布于菲律宾、日本、台湾岛以及中国大陆的沿海等地，属于暖水性种类。其常栖息于潮下带浅水区至深海底的细砂质底。